# Yves Saint Laurent (Dior)
Pour les articles homonymes, voir Yves Saint Laurent.
Yves Mathieu-Saint-Laurent fait ses débuts de couturier chez Dior au milieu des années 1950. Il entre comme assistant-modéliste auprès de Christian Dior, puis signe six collections après la mort du couturier. Il connait alors sa première reconnaissance mondiale. 

« Dior m'avait appris à aimer quelque chose d'autre que la mode et le stylisme : la noblesse fondamentale du métier de couturier. »

— Yves Saint Laurent, 1983

## Historique

### Michel de Brunhoff
En décembre 1953, le timide Yves Mathieu-Saint-Laurent, alors âgé de dix-sept ans, arrive à Paris avec sa mère. Givenchy, Balenciaga et Dior, règnent alors sur la haute couture. Il vient retirer le premier prix qui récompense le concours du Secrétariat international de la laine auquel il a participé à la suite d'une annonce parue dans Paris Match. Il doit également y rencontrer Michel de Brunhoff encore directeur du Vogue français pour quelque temps, qui préside le concours.
La rencontre entre Saint-Laurent et Michel de Brunhoff, au goût et à la curiosité reconnue, et qui publiera peu de temps après des dessins du jeune créateur dans Vogue, avait été préparée d'Oran. Comme lui conseille ce dernier, Yves Saint-Laurent repart à Oran passer son bac. Mais cette rencontre sera primordiale pour les années à venir et dès l'année suivante, un échange de correspondances s’établit entre les deux hommes.
Saint-Laurent revient à Paris à l'automne 1954, avec son bac en poche qu'il a obtenu quelques mois auparavant. Il s'installe dans le XVIIe et passe les vacances de Noël à Oran. En janvier 1955, c'est la fin d'un séjour de trois mois à l’École de la chambre syndicale de la couture parisienne à Paris où son père l'avait inscrit : il y a appris scolairement le dessin mais s'y ennuie. 
Il gagne de nouveau, en même temps que Karl Lagerfeld, le concours du Secrétariat international de la laine avec un jury composé entre autres de Balmain, Givenchy, mais également Jacqueline Delubac. Dans les bureaux du Vogue français, Yves Saint-Laurent montre à Michel de Brunhoff des dessins qu'il a réalisé pour ce magazine ; il avait fait auparavant des croquis pour une collection de printemps. Ceux-ci ressemblent à la ligne « A » que Christian Dior prépare au même moment pour sa future collection.

### Les années Dior
Michel de Brunhoff, convaincu que les deux hommes doivent se rencontrer, décide de contacter son ami Christian Dior, puis lui présente Yves Saint-Laurent, qui l’engage aussitôt comme assistant-modéliste : il commence par décorer, avec Jean-Pierre Frère ou Lalanne plus tard, le nouveau magasin situé à l’angle de l’avenue Montaigne et de la François-Ier qui a ouvert en juin. Il fera de même à chaque saison.
L'année suivante, Yves Saint-Laurent est au dessin des accessoires pour les nombreuses licences que la maison Dior avait développé comme les bas en tout premier, puis les gants, la lingerie, les cravates… Il prend en charge certaines création pour la Couture. Préfigurant la disparition progressive de l'illustration de mode, symbolisée chez Dior par Gruau, Richard Avedon photographie en août pour Harper's Bazaar l'une de ses premières créations : Dovima et les Éléphants deviendra l'une des plus célèbres photos de mode au monde. Tout est en train de changer pour la mode : l'édition américaine deVogue publie un numéro spécial « prêt-à-porter » à l'été 1956, la mode passe des ateliers des couturières aux boutiques.
Yves Saint-Laurent réalise une robe de gala pour son idole Zizi Jeanmaire, et plus tard, des costumes mais également une robe intitulée Valentine pour sa fille au même prénom. Zizi Jeanmaire, ainsi que Victoire le mannequin-cabine muse de Christian Dior, seront de très fidèles alliées au cours des années, comme la Duchesse de Windsor, alors installée à Paris, sera l'une des plus fidèles clientes.
La part de Saint-Laurent au sein des collections de Dior devient de plus en plus importante : 34 des modèles, sur 180, de la ligne « fuseau » dernière collection présentée par Christian Dior, sont réalisés par le jeune assistant. L'accueil par la presse de cette collection reste mitigé,. Christian Dior, fatigué, affirme : « Yves sera mon successeur ». Son équipe lui fait remarquer que Saint-Laurent est encore très jeune et qu'il devrait attendre encore un peu. Pourtant voilà déjà plusieurs mois que Saint-Laurent supervise les collections parisiennes du couturier.
Christian Dior n'aura jamais d'autre assistant. À la mort du couturier en octobre 1957, Marcel Boussac souhaite fermer la maison, mais les licenciés de la marque l'en dissuadent : Dior à l'époque, c'est plus d'un millier d'employés, 24 ateliers, huit sociétés, un poids estimé à sept milliards de francs pour un chiffre d'affaires de deux milliards ; la moitié des exportations françaises de la haute couture sont réalisées par la maison. Ce sera l'une des premières fois qu'une maison perdure après le décès de son créateur.

### Direction artistique
Jacques Rouët, directeur administratif et financier, mais surtout homme de confiance de Marcel Boussac, nomme Yves Saint-Laurent à la direction artistique de la haute couture le 15 novembre 1957. Lors de l'annonce, les journalistes se précipitent sur le jeune couturier avant même que Jacques Rouët ait terminé son discours ; dès le lendemain, son nom est partout dans la presse. Vogue écrit alors, à propos de Dior : « Cet empire de la mode s'est bâti sur son nom et va continuer à vivre sous son nom, sous la direction de ses plus proches associés : mademoiselle Raymonde Zehnacker, madame Bricard, madame Marguerite Carré, et le jeune monsieur Yves Saint Laurent à qui revient désormais la direction artistique de la maison. »
Alors que bien plus jeune il signait déjà de son nom sans le trait d'union, il prend la décision d’enlever définitivement le tiret de son patronyme : Yves Saint-Laurent devient Yves Saint Laurent. « Mathieu » a déjà disparu pour lui, mais pas pour la presse qui l'utilisera encore comme un prénom. 
Il part en Algérie dessiner les modèles de la collection à venir, et s'enferme dans sa chambre pour cela. À son retour après deux semaines, il présente 800 dessins. « J'étais dans un état d'euphorie complète en préparant cette collection », dira-t-il plus tard. Deux mois plus tard, le salon crème et ivoire de présentation des collections, dans l’hôtel particulier de l'avenue Montaigne, est complet. Carmel Snow est présente. Pierre Bergé également. S'éloignant de l'héritage du New Look tel que l'avait initié Christian Dior depuis le début des années 1950, Yves Saint Laurent présente durant sa première collection de 178 modèles, la ligne « Trapèze », en janvier 1958,. Il introduit la couleur noire, mélangeant le très court et le très long ; la coupe part des épaules, efface la taille, et met en valeur le buste qui s’évase progressivement en laissant les hanches libres,. La mode est pourtant encore aux tailles cintrées, aidées des gaines, guêpières, héritage de l'après-guerre, et du New Look qui a fait le succès de Dior. Mais les créations de Saint Laurent sont plus douces, plus légères, plus souples, plus facile à porter, moins ornementées : c'est la fin des lourdes doublures et bustiers à baleines et le début d'une libération pour la femme. La robe-blouse en devient un symbole. La prolifique journaliste Eugenia Sheppard (en) dira que c'est « la meilleure collection que j'aie jamais vue », le New York Times : « un miracle se produit rarement au moment où on le souhaite. Le miracle s'est produit. » Vogue écrit qu'à Paris, « dans les rues, les marchands de journaux criaient : « Saint Laurent a sauvé la France » ; c'était la nouvelle majeure parmi toutes les collections de cette saison là. »
« Le petit prince », tel que la presse surnomme Yves Saint Laurent, rencontre immédiatement le succès,, et Paris Match écrit : « Yves Saint Laurent […] vient d’être sacré, pour sa première collection, roi de la couture parisienne. En écho, Londres et New York ratifient ce triomphe en portant aux nues le prodigieux talent de ce jeune homme timide aux allures d’adolescent. » Il est reconnu alors comme un « héros national », ayant sauvé l'entreprise Dior en tant que successeur du « Maître ». 
Il sera récompensé d'un « Neiman Marcus Fashion Awards »,. 
Il s'éloigne encore de l'héritage de Christian Dior avec la ligne « Courbe » présentée en milieu d'année, qui, avec ses silhouettes en « arc » et ses jupes longues, sera surnommée le « Youth Look ». 
Début 1959, le succès qu'il connait déjà se transforme en « triomphe » mondial. En juin, la maison part s'installer pour la première fois à Moscourenforçant ainsi le prestige de Dior et de son couturier. Mais cette même année, suivant la tendance, il resserre la taille des femmes avec des ceintures.
Souhaitant se rapprocher de la mode de la rue, il sera l'auteur, en haute couture, du « Beat Look ». Pour sa dernière collection, il réalise un blouson de moto en alligator avec du vison ; bien que peu représentatif de l'ensemble des modèles présentés, celui-ci restera après quelques années un symbole de cette collection et de l'évolution de la société. Cette ligne le fait entrer en conflit avec Marcel Boussac, furieux, qui lui reproche de trop s'éloigner des principes et des clientes de Dior, plus accoutumées à des créations féminines traditionnelles.

### Le départ
C'est la guerre d'Algérie : appelé à la fin de l'été 1960 à faire son service militaire, qui devait durer 27 mois, mais redoutant d'aller se battre dans son pays natal, Saint Laurent est hospitalisé au Val de Grâce pour dépression jusqu'au mois de novembre. La presse se déchaîne contre lui. Il est finalement réformé. D'abord suspendu de ses activités professionnelles, il est licencié durant cette année par la maison Christian Dior propriété à l'époque de Marcel Boussac, directeur de L'Aurore, quotidien pro-Algérie française. À son retour, comme il l'avait appris sur son lit d'hôpital, il a été remplacé par Marc Bohan depuis octobre. Celui-ci présentera sa première collection « Slim Look » peu de temps après. Saint Laurent gagnera son procès pour rupture abusive de contrat, et avec l'indemnité financière et surtout l'investissement du milliardaire américain d'Atlanta J.Marck Robison, ouvrira sa propre maison en 1962, Pierre Bergé prenant la direction financière.
En quelques années et six collections seulement, il rencontrera mondialement le succès, et marquera, de ses audaces et ses mélanges de styles, la maison Dior. Il se savait « né non pas pour faire de la mode, mais pour faire la mode. »